# Будівля тютюнової фабрики братів Асланіді

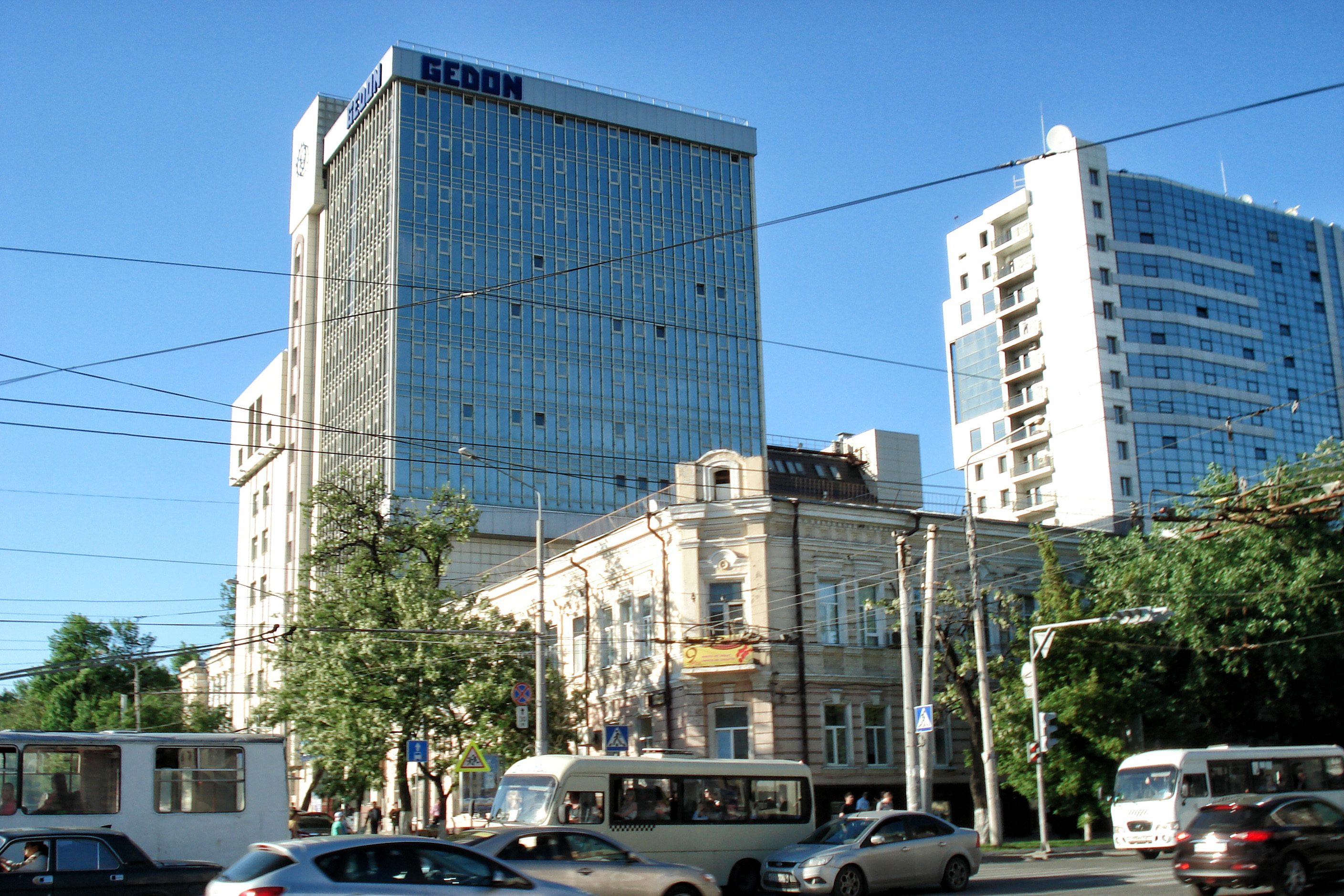

Будівля тютюнової фабрики братів Асланіді (рос. Здание табачной фабрики братьев Асланиди) — будівля в Ростові-на-Дону, побудована в кінці XIX століття. Розташовується на розі Будьонівського проспекту і вулиці Червоноармійській. Спочатку будівля займала тютюнова фабрика братів Асланіді. В даний час це один з корпусів міської лікарні № 8. Будівля тютюнової фабрики братів Асланіді має статус об'єкта культурної спадщини регіонального значення.

## Історія
У 1874 році братами Іваном Христофоровичем і Ахіллесом Христофоровичем Асланіді була заснована тютюнова фабрика. Вона займала будівля на перетині Скобелевской вулиці і Таганрозького проспекту (нині Червоноармійській вул. і Будьонівського пр.). У 1913 році фабрика братів Асланіді була придбана акціонерним товариством «В. І. Асмолов і К°». У 1920 році в будівлі колишньої тютюнової фабрики розмістилася клініка очних хвороб. На початку 1950-х років будівлю було відремонтовано та передано міській лікарні. У 1962 році на будинку була встановлена меморіальна дошка з написом: «В цьому будинку з 1920 по 1952 р. жив і працював видатний вчений-офтальмолог, професор К. X. Орлів». Постановою Глави Адміністрації Ростовської області № 411 від 9 жовтня 1998 року будівля тютюнової фабрики братів Асланіді було взято під державну охорону як об'єкт культурної спадщини регіонального значення.

## Архітектура
Двоповерхова цегляна будівля має П-подібну конфігурацію в плані. Фасади виходять на Червоноармійську вулицю і Будьонівський проспект. Їх архітектурно-художній вигляд визначають розташовані з боків раскреповки. Перший поверх оздоблений рустом. Віконні прорізи першого поверху декоровані наличниками і замковими каменями. Вікна на другому поверсі оформлені наличниками і декоративними сандриками. Балкони другого поверху мають ґратчасті огорожі. Будівля має коридорну систему планування з двостороннім розташуванням приміщень.